# Coupe des Nations 1930
Die Coupe des Nations 1930 (offizieller Name: Tournoi International de Football), auch Le Tournoi des Nations (dt.: Pokal der Nationen), war ein Fußballturnier im Sommer 1930 (28. Juni bis 6. Juli) im schweizerischen Genf, organisiert vom dortigen Verein Servette Genf. Dabei ist die häufig gebrauchte Bezeichnung Pokal der Nationen irreführend, da keine Nationalmannschaften, sondern ausschließlich Klubs am Wettbewerb teilnahmen. Unter den zehn Mannschaften befanden sich aus den deutschsprachigen Ländern die SpVgg Fürth, Servette Genf und First Vienna FC 1894.
Gewinner des Turniers war der ungarische Klub Újpest Budapest, der alle vier Spiele gewann und in diesen 16 Tore schoss und lediglich eines kassierte. Nach dem Gewinn der Coupe des Nations gaben sich die Spieler von Újpest FC selbst den Beinamen Champions of the Champions.
Das Turnier gilt teilweise als Vorläuferwettbewerb des Europapokals der Landesmeister, da es neben dem Mitropapokal das erste organisierte Turnier mit nationalen Titelgewinnern aus Europa war.

## Hintergrund
Servette Genf hatte zuvor die schweizerische Fußballmeisterschaft gewonnen und organisierte das Turnier als Alternative zur Fußball-WM 1930, zu der bei insgesamt 13 Teilnehmern lediglich vier europäische Länder anreisten (Belgien, Frankreich, Jugoslawien und Rumänien). Gleichzeitig war das Turnier Teil der Eröffnungsfeierlichkeiten des Stade des Charmilles, in dem auch alle 15 Begegnungen ausgetragen wurden.
Die Meister aller damals großen europäischen Fußballnationen wurden eingeladen. Eine Ausnahme bildeten die britischen Länder, da diese zu dieser Zeit aus der FIFA ausgeschlossen waren.

## Teilnehmer
- First Vienna FC 1894 (Pokalsieger; Ligadritter 1929/30)
- Cercle Brügge (Nationaler Meister 1929/30)
- Slavia Prag (Nationaler Meister 1929/30)
- FC Sète (Pokalsieger 1929/30[1])
- SpVgg Fürth (Nationaler Meister 1928/29)
- Újpest Budapest (Nationaler Meister 1929/30)
- AGC Bologna (Nationaler Meister 1928/29)
- Go Ahead Deventer (Nationaler Meister 1929/30)
- Real Unión Irún (Pokalsieger 1927; Ligasechster 1929/30)
- Servette Genf (Nationaler Meister 1929/30)

## Erste Runde
Die Spiele fanden am 28., 29. und 30. Juni sowie am 2. Juli 1930 statt.
|                 | Ergebnis  |                      |
| --------------- | --------- | -------------------- |
| Servette Genf   | 0:7       | First Vienna FC 1894 |
| SpVgg Fürth     | 4:3 n. V. | FC Sète              |
| Slavia Prag     | 4:2       | Cercle Brügge        |
| Újpest Budapest | 3:1       | Real Unión Irún      |
| AGC Bologna     | 4:0       | Go Ahead Deventer    |

### Relegationsrunde der Verlierer
Die Spiele fanden am 1. Juli 1930 statt.
|                 | Ergebnis |               |
| --------------- | -------- | ------------- |
| Servette Genf   | 2:1      | Cercle Brügge |
| Real Unión Irún | 5:1      | FC Sète       |

(Die Gewinner erreichten das Viertelfinale)

## Viertelfinale
Die Spiele fanden am 2., 3. und 4. Juli 1930 statt.
|                      | Ergebnis |                   |
| -------------------- | -------- | ----------------- |
| First Vienna FC 1894 | 7:1      | SpVgg Fürth       |
| Újpest Budapest      | 7:0      | Go Ahead Deventer |
| Slavia Prag          | 2:1      | Real Unión Irún   |
| Servette Genf        | 4:1      | AGC Bologna       |

## Halbfinale
Die Spiele fanden am 5. Juli 1930 statt.
|                 | Ergebnis |                      |
| --------------- | -------- | -------------------- |
| Újpest Budapest | 3:0      | Servette Genf        |
| Slavia Prag     | 3:1      | First Vienna FC 1894 |

## Spiel um Platz 3
Das Spiel fand am 6. Juli 1930 statt.
|                      | Ergebnis |               |
| -------------------- | -------- | ------------- |
| First Vienna FC 1894 | 5:1      | Servette Genf |

## Finale
| Újpest Budapest                             | Újpest Budapest | Slavia Prag | Slavia Prag |
| ------------------------------------------- | --- | --- | ----------- |
| Újpest Budapest                             | \| 6. Juli 1930 in Genf (Stade des Charmilles) \| \| Ergebnis: 3:0 (1:0) \| \| Zuschauer: 22.000 Zuschauer \| \| Schiedsrichter: Stanley Rous ( England) \|                                | \| 6. Juli 1930 in Genf (Stade des Charmilles) \| \| Ergebnis: 3:0 (1:0) \| \| Zuschauer: 22.000 Zuschauer \| \| Schiedsrichter: Stanley Rous ( England) \|                                                                   | Slavia Prag |
| Újpest Budapest                             | János Aknai – Gyula Dudás, József Fogl – Ferenc Borsányi, Béla Volentik, János Víg – Albert Ströck, Stefan Auer, János Köves, Illés Spitz, Gábor Szabó Cheftrainer: Lajos Bányai ( Ungarn) | František Plánička – Antonín Novák, Antonín Vodička – Jindřich Šoltys, Adolf Šimperský, Václav Šubrt – František Junek, Václav Bára, František Svoboda , Antonín Puč, Ladislav Eulik Cheftrainer: Johnny Madden ( Schottland) | Slavia Prag |
| Újpest Budapest                             | 1:0 János Köves (25.) 2:0 János Köves (64.) 3:0 János Köves (77.) | | Slavia Prag |
| 6. Juli 1930 in Genf (Stade des Charmilles) | | |             |
| Ergebnis: 3:0 (1:0)                         | | |             |
| Zuschauer: 22.000 Zuschauer                 | | |             |
| Schiedsrichter: Stanley Rous ( England)     | | |             |

## Beste Torschützen
| Rang | Spieler             | Klub                 | Tore |
| ---- | ------------------- | -------------------- | ---- |
| 1    | Stefan Auer         | Újpest Budapest      | 8    |
| 2    | Josef Adelbrecht    | First Vienna FC 1894 | 6    |
| 2    | Friedrich Gschweidl | First Vienna FC 1894 | 6    |
| 4    | Karl Rupprecht      | SpVgg Fürth          | 4    |
| 4    | Luis Regueiro       | Real Unión Irún      | 4    |
| 6    | Gábor Szabó         | Újpest Budapest      | 3    |
| 6    | János Köves         | Újpest Budapest      | 3    |
| 6    | Bruno Maini         | AGC Bologna          | 3    |
| 6    | Antonín Puč         | Slavia Prag          | 3    |
| 6    | František Svoboda   | Slavia Prag          | 3    |
| 6    | Gustav Tögel        | First Vienna FC 1894 | 3    |

## Weitere Entwicklung
In den folgenden Jahren wurden mehrere Versuche unternommen, ein regelmäßiges Turnier für die nationalen Meister zu organisieren. Norditalienische Städte hatten ursprünglich geplant, das Turnier 1931 auszurichten, dieser Plan scheiterte jedoch aus finanziellen Gründen. Während der Weltausstellung in Paris 1937 wurde das erste Folgeturnier ausgerichtet, aber lediglich zwei der eingeladenen Teams akzeptierten die Einladung. Die europäischen Meistermannschaften trafen nach 1930, abgesehen vom Mitropapokal und der Coupe Latine, erst im Jahr 1955 aufeinander, als die 1954 gegründete UEFA den Europapokal der Landesmeister ins Leben rief.